# Johnny Pacar
John Edward Pacuraru (bedre kendt som Johnny Pacar) (født 6. juni 1981) er en amerikansk skuespiller. 

## Biografi

### Filmografi
| År   | Film              | Rolle          | Bemærkninger |
| ---- | ----------------- | -------------- | ------------ |
| 2003 | Detroit           | Spike          |              |
| 2004 | Purgatory House   | Sam            |              |
| 2004 | Little Black Book | Jamal          |              |
| 2004 | Combustion        | Jesse Harper   | tv-film      |
| 2005 | Now You See It... | Danny Sinclair | tv-film      |
| 2005 | Flight 29 Savnes  | Cody Jackson   | tv-serie     |
| 2007 | The Dead Undead   | Travis         |              |
| 2008 | Wild Child        | Roddy          |              |
| 2009 | Love Hurts        | Justin Bingham |              |
| 2009 | Cryptic           | Damon          |              |
| 2009 | Fort McCoy        | Texas Slim     |              |

## Gæste optrædener
| År   | Show                  | Rolle                       |
| ---- | --------------------- | --------------------------- |
| 2002 | Amys ret              | Jason Christopher           |
| 2002 | Boston Public         | Boone                       |
| 2003 | Boston Public         | Boone                       |
| 2003 | The Brothers Garcia   | Rush Bauer                  |
| 2003 | American Dreams       | Jimmy Frances               |
| 2003 | Tru Calling           | Adam Whitman                |
| 2004 | American Dreams       | Jimmy Frances               |
| 2004 | George Lopez          | Noah                        |
| 2005 | Medium                | Dreng, der blevet forgiftet |
| 2007 | CSI: Miami            | Nathan Atherton             |
| 2007 | Crossing Jordan       | Ben Kensith                 |
| 2007 | Cold Case             | 1995 Dayton Moore           |
| 2008 | Eli Stone             | Eli Stone (som 19-årig)     |
| 2008 | Hallmark Hall of Fame | Jeff                        |
| 2009 | Ghost Whisperer       | Miles                       |

Pacar har også medvirket i Simple Plan's musikvideo for "Perfect" som et af børnene.

## Eksterne links
- Johnny Pacar på Internet Movie Database (engelsk)
- Johnny Pacar på The Movie Database (engelsk)